# Liste der Monuments historiques in Couchey
Die Liste der Monuments historiques in Couchey führt die Monuments historiques in der französischen Gemeinde Couchey auf.

## Liste der Immobilien
| Bezeichnung    | Beschreibung           | Standort                | Kennzeichnung | Schutzstatus | Datum | Bild           |
| -------------- | ---------------------- | ----------------------- | ------------- | ------------ | ----- | -------------- |
| Friedhofskreuz | Stein, 16. Jahrhundert | auf dem Kirchhof (Lage) | PA00112234    | Classé       | 1883  | weitere Bilder |

## Liste der Objekte
| Bezeichnung                                                                | Beschreibung                                | Standort                                   | Kennzeichnung | Schutzstatus | Datum | Bild |
| -------------------------------------------------------------------------- | ------------------------------------------- | ------------------------------------------ | ------------- | ------------ | ----- | ---- |
| Skulptur Heiliger Remigius                                                 | Kalkstein, 16. Jahrhundert                  | in der Kirche St-Germain-et-St-Rémi (Lage) | PM21000675    | Classé       | 1933  |      |
| Glocke (1)                                                                 | Bronze, 1703 gegossen                       | in der Kirche St-Germain-et-St-Rémi (Lage) | PM21000676    | Classé       | 1943  |      |
| Glocke (2)                                                                 | Bronze, 1705 gegossen                       | in der Kirche St-Germain-et-St-Rémi (Lage) | PM21000677    | Classé       | 1943  |      |
| Glocke (3)                                                                 | Bronze, 1766 gegossen                       | in der Kirche St-Germain-et-St-Rémi (Lage) | PM21000678    | Classé       | 1943  |      |
| Skulptur Madonna mit Kind                                                  | Kalkstein, 15. Jahrhundert                  | in der Kirche St-Germain-et-St-Rémi (Lage) | PM21000679    | Classé       | 1976  |      |
| Retabel des Hauptaltars und Wandvertäfelung des Chorraums                  | Holz, bemalt und vergoldet, 18. Jahrhundert | in der Kirche St-Germain-et-St-Rémi (Lage) | PM21000680    | Classé       | 1976  |      |
| Zwei Beichtstühle                                                          | Holz, 18. Jahrhundert                       | in der Kirche St-Germain-et-St-Rémi (Lage) | PM21000681    | Classé       | 1978  |      |
| Drei Skulpturen: Madonna mit Kind, heiliger Remigius und heiliger Germanus | Holz, farbig gefasst, 18. Jahrhundert       | in der Kirche St-Germain-et-St-Rémi (Lage) | PM21002653    | Classé       | 1976  |      |
| Skulptur Heiliger Germanus                                                 | Stein, 16. Jahrhundert                      | in der Kirche St-Germain-et-St-Rémi (Lage) | PM21003596    | Inscrit      | 1977  |      |